# Eurocopter Dauphin
Aérospatiale/Eurocopter Dauphin (z fr. "delfin") – średni, dwusilnikowy śmigłowiec wielozadaniowy produkowany początkowo przez Aérospatiale, a później przez europejskie konsorcjum Eurocopter Group.
Dauphin jest jednym z najbardziej udanych śmigłowców produkowanych przez Eurocopter Group, szeroko używanym jako biznesowa maszyna transportowa, dla potrzeb policji, mediów, jako śmigłowiec medyczny, oraz jako morski śmigłowiec poszukiwawczy SAR (skrót od ang. Search and Rescue - poszukiwanie i ratunek).
Wersja wojskowa śmigłowca Dauphin nosi oznaczenie Eurocopter Panther, a użytkowana przez Straż Wybrzeża Stanów Zjednoczonych (US Coast Guard), HH-65 Dolphin. 
Śmigłowce Dauphin są również produkowane na licencji w Chinach jako Harbin Z-9 i Harbin Z-9A-100.
Jedną z cech wyróżniających śmigłowiec Dauphin jest zastosowanie wirnika ogonowego typu fenestron.

## Historia
Jednosilnikowy śmigłowiec Aérospatiale SA 360 Dauphin i jego dwusilnikową odmianę SA 365C Dauphin 2 zbudowano w celu zastąpienia przestarzałych maszyn typu Aérospatiale Alouette III.
W styczniu 1990 roku zmieniono sposób oznaczania śmigłowców z SA na AS.

### SA 360
Pierwszy prototypowy śmigłowiec SA 360A napędzany turbowałowym silnikiem Turboméca Astazou XVI o mocy 730 kW wzbił się w powietrze 2 czerwca 1972 roku. Po wykonaniu 180 lotów testowych postanowiono wymienić jednostkę napędową na mocniejszą Astazou XVIIIA o mocy 785 kW, a w celu zmniejszenia drgań maszyny, na końcach łopat wirnika głównego zamontowano małe przeciwwagi.
Pierwsza maszyna produkcyjna oznaczona jako SA 360C została oblatana w kwietniu 1975 roku.

### SA 361
Wersja śmigłowca SA 360 przystosowana do działań w warunkach wysokiej temperatury i dużych wysokości, wyposażona w mocniejszą jednostkę napędową i zdolna unieść większy ciężar. SA 361 nigdy nie był produkowany seryjnie, zbudowano jedynie kilka prototypów.
Zbudowano również kilka prototypów wersji wojskowej śmigłowca oznaczonego jako SA 361H, który mógł być wyposażony w maksymalnie do ośmiu wyrzutni pocisków rakietowych HOT, ale również on nie trafił do produkcji seryjnej.

### SA 365C
Dwusilnikowa wersja śmigłowca Dauphin, oznaczona jako Dauphin 2 skonstruowana na początku 1973 roku. Prototyp oblatano 24 stycznia 1975 roku, a dostawy egzemplarzy seryjnych rozpoczęto w grudniu 1978.
W porównaniu z poprzednim modelem SA 365C posiadał dwa turbowałowe silniki Arriel, głowicę wirnika głównego typu Starflex i możliwość uniesienia większej masy ładunku.
Produkcję obu wersji śmigłowców zakończono w 1981 roku, po zbudowaniu około 40 egzemplarzy SA 360 i 50 SA 365C. Oba śmigłowce zostały zastąpione nowszym SA 365N, później zmodyfikowanym do wersji AS 365N1 z mocniejszym silnikiem i wirnikiem fenestron zbudowanym z materiałów kompozytowych.

### AS 365N1
Znacznie ulepszona wersja śmigłowca SA 365C Dauphin 2 oblatana 31 marca 1979 roku. Dostawy śmigłowca rozpoczęły się w 1982 roku.
Śmigłowiec tej wersji był napędzany mocniejszymi silnikami turbowałowymi Arriel 1C, a ponadto wyposażono go w stateczniki o większej powierzchni, poprawiony układ transmisji napędu, nowy wirnik główny wraz z mocowaniami, oraz trójkołowe wciągane podwozie główne.

### AS 365N2
Obecnie produkowana wersja śmigłowca wyposażona w ulepszone silniki Arriel 1C2, nowocześniejszą przekładnię główną i możliwość uniesienia większej masy ładunku. Zmieniono również projekt drzwi maszyny i poprawiono aranżację wnętrza.
Dostawy tej wersji rozpoczęły się w 1990 roku.

### AS 365N3
Obecnie produkowana wersja śmigłowca przeznaczona do działań w wysokich temperaturach i na dużych wysokościach. Maszyna jest wyposażona w mocniejsze silniki Arriel 2C i w pełni zautomatyzowany system kontroli elektronicznej FADEC (Full Authority Digital Engine Control). Pierwsze egzemplarze produkcyjne tej wersji śmigłowca trafiły do odbiorców w grudniu 1998 roku. Ostatni został dostarczony w styczniu 2022 roku.

### AS 365N4
Wersja, która nigdy nie weszła do produkcji. Bezpośredni poprzednik śmigłowca EC155.

### EC155B1
Wciąż produkowana wersja będąca następcą śmigłowca AS 365N3 i początkowo oznaczana jako N4. Po niewielkich zmianach i przyjęciu nowego sposobu oznaczeń przemianowany na EC155B.
Tak samo jak wersja N3 napędzany silnikami Arriel 2C i wyposażony w system kontroli FADEC. Zastosowano nowy wirnik główny typu Spheriflex i o 40% większy kokpit, którą uzyskano przez wprowadzenie wypukłych szyb w drzwiach i w kabinie.
Pierwszy lot EC155B1 odbył się 17 czerwca 1997 roku.

### HH-65 Dolphin
Początkowo oznaczona jako SA 366 G1 Dauphin wersja została wybrana przez Straż Wybrzeża Stanów Zjednoczonych we wczesnych latach 80. jako nowy śmigłowiec ratownictwa morskiego. Łącznie wyprodukowano 99 śmigłowców oznaczonych jako HH-65 Dolphin zoptymalizowanych do zadań ratowniczych.
W celu spełnienia wymagań Straży Wybrzeża konieczne było wprowadzenia pewnych modyfikacji w konstrukcji maszyny z których najpoważniejszą była wymiana silników z Turboméca na amerykańskie Textron (Avco Lycoming) LTS 101. Ze względu na problemy z amerykańskimi silnikami, są one sukcesywnie wymieniane na francuskie Turboméca o lepszych parametrach i większej niezawodności.